# Csuklyás réce
A csuklyás réce (Oxyura maccoa) a madarak (Aves) osztályának lúdalakúak (Anseriformes) rendjébe, ezen belül a récefélék (Anatidae) családjába tartozó faj.

## Előfordulása
A csuklyás récének két fő előfordulási területe van. Az egyik Kelet-Afrikában van; Szudántól és Etiópiától Tanzániáig és a Kongói Demokratikus Köztársaság keleti részéig terül el. A délebbi állomány elterjedése Zimbabwetól kezdve a Dél-afrikai Köztársaság délnyugati részéig tart.
Korábban a biológusok úgy vélték, hogy ez a halcsontfarkúréce elterjedtebb, azonban a kutatások azt mutatták, hogy a csuklyás réce eléggé ritka, emiatt 2017-ben a Természetvédelmi Világszövetség (IUCN) áthelyezte e madárfaj státuszát a Mérsékelten fenyegetett fajról a Sebezhető fajra.

## Megjelenése
Ez a kistestű réceféle, csak 48-51 centiméter hosszú. A gácsér tollazata gesztenye barna, feje fekete és csőre kék. A tojó színezete szürkésbarna, csőre sötét szürke; feje teteje, nyakának hátsó része és pofája sötétebbek, mint a testszíne.

## Életmódja
A költési időszakban a csuklyás réce a sekély, édesvizű részeket keresi fel. Télen a brakkvízek és a sóstavak közelségét keresi.

## Képek

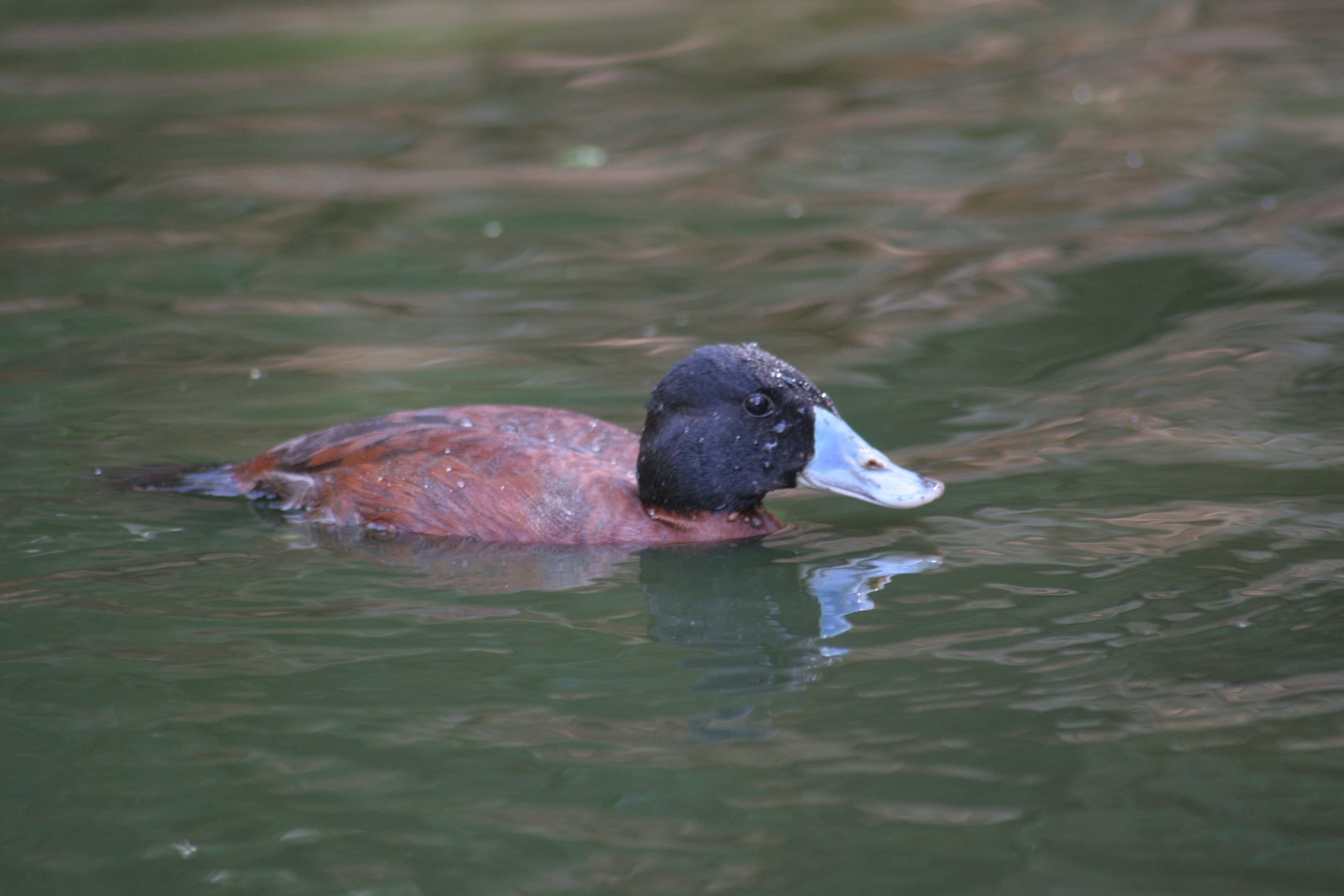
Úszó
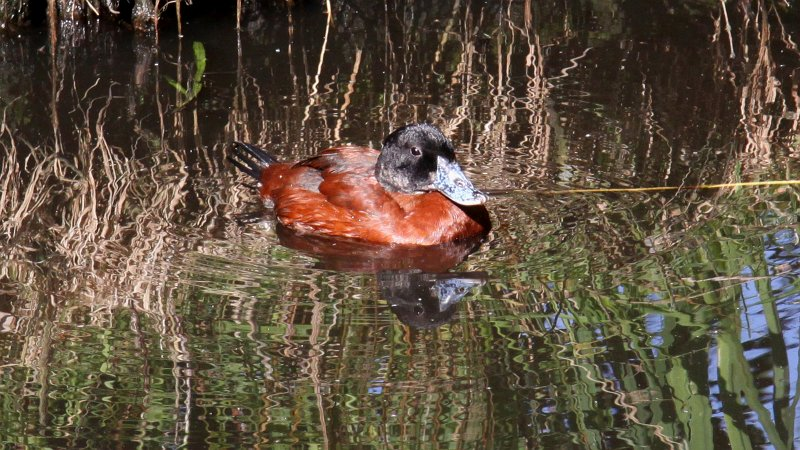
gácsérok
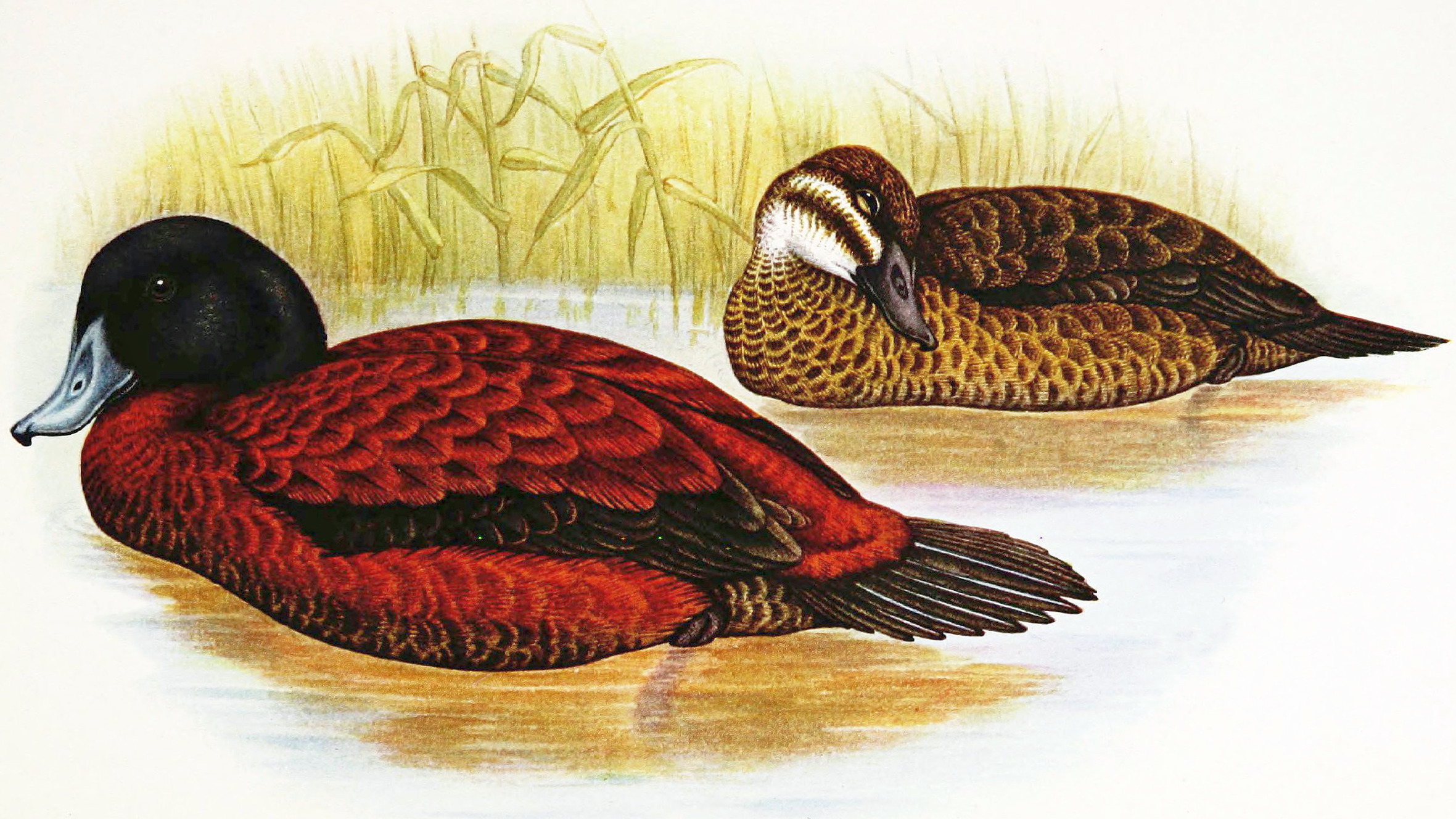
Rajz egy csuklyás réce párról

### Fordítás
- Ez a szócikk részben vagy egészben  a   Maccoa Duck című angol Wikipédia-szócikk ezen változatának fordításán alapul.  Az eredeti cikk szerkesztőit annak laptörténete sorolja fel. Ez a jelzés csupán a megfogalmazás eredetét és a szerzői jogokat jelzi, nem szolgál a cikkben szereplő információk forrásmegjelöléseként.